# Виромейкі
Виромейкі (пол. Wyromiejki) — село в Польщі, у гміні Сім'ятичі Сім'ятицького повіту Підляського воєводства.
Населення — 95 осіб (2011).
У 1975-1998 роках село належало до Білостоцького воєводства.

## Демографія
Демографічна структура станом на 31 березня 2011 року:
|          | Загалом | Допрацездатний вік | Працездатний вік | Постпрацездатний вік |
| -------- | ------- | ------------------ | ---------------- | -------------------- |
| Чоловіки | 47      | 5                  | 33               | 9                    |
| Жінки    | 48      | 7                  | 26               | 15                   |
| Разом    | 95      | 12                 | 59               | 24                   |